# Калькатерра, Джорджо
Джо́рджо Калькате́рра (итал. Giorgio Calcaterra; род. 11 февраля 1972, Рим) — итальянский легкоатлет, специалист по бегу на длинные дистанции, марафону и сверхмарафону. Выступает на профессиональном уровне с 1998 года, трёхкратный чемпион мира и Европы по бегу на 100 км, 12-кратный победитель забега Флоренция — Фаэнца, трёхкратный победитель Wings for Life World Run.

## Биография
Джорджо Калькатерра родился 11 февраля 1972 года в Риме.
Увлекался бегом с юных лет, в 1982 году впервые поучаствовал в городских соревнованиях по бегу, а в 1990 году с результатом 3:29.24 пробежал Римский марафон. Долгое время не видел себя профессиональным спортсменом и работал таксистом в Риме.
Начиная с 1998 года активно тренировался и регулярно принимал участие в различных шоссейных забегах в Италии, неоднократно становился победителем и призёром соревнований по марафону и полумарафону.
В середине 2000-х годов стал пробовать себя в беге на сверхмарафонские дистанции.
Первого по-настоящему серьёзного успеха на международном уровне добился в сезоне 2008 года, когда на соревнованиях в Тарквинии стал чемпионом мира и Европы в беге на 100 км.
Год спустя на чемпионате мира по 100-километровому бегу в Торхауте взял бронзу.
В 2011 году на аналогичных соревнованиях в Винсхотене вновь превзошёл всех соперников и завоевал золотую медаль.
В 2012 году в Сереньо добавил в послужной список ещё одно золото чемпионата мира, установив при этом свой личный рекорд на дистанции 100 км — 6:23.20.
В 2015 году на чемпионате мира по бегу на 100 км в Винсхотене стал бронзовым призёром.
Трёхкратный победитель забега Wings for Life World Run в Италии, лучший в мире в 2016 году. Личный рекорд — 88,44 км.

## Награды
- Золотая медаль «За спортивную доблесть»[итал.] (18 июля 2017)

## Результаты

### Соревнования
| Год  | Соревнование     | Город          | Дистанция | Дата         | Результат  | Место | Видео/Фото/ Кинограмма |
| ---- | ---------------- | -------------- | --------- | ------------ | ---------- | ----- | ---------------------- |
| 2006 | Чемпионат мира   | Мисари         | 100 км    | 8 октября    | 7:04.01    | 11    |                        |
| 2008 | Чемпионат мира   | Тарквиния      | 100 км    | 8 ноября     | 6:37.41    | I     |                        |
| 2008 | Чемпионат Европы | Тарквиния      | 100 км    | 8 ноября     | 6:37.41    | I     |                        |
| 2009 | Чемпионат мира   | Торхаут        | 100 км    | 19—20 июня   | 6:42.05    | III   |                        |
| 2009 | Чемпионат Европы | Торхаут        | 100 км    | 19—20 июня   | 6:42.05    | II    |                        |
| 2011 | Чемпионат мира   | Винсхотен      | 100 км    | 10 сентября  | 6:27.32    | I     |                        |
| 2011 | Чемпионат Европы | Винсхотен      | 100 км    | 10 сентября  | 6:27.32    | I     |                        |
| 2012 | Чемпионат мира   | Сереньо        | 100 км    | 22 апреля    | 6:23.20 PB | I     |                        |
| 2012 | Чемпионат Европы | Сереньо        | 100 км    | 22 апреля    | 6:23.20 PB | I     |                        |
| 2014 | Чемпионат мира   | Доха           | 100 км    | 21—22 ноября | 8:29.59    | 67    |                        |
| 2015 | Чемпионат мира   | Винсхотен      | 100 км    | 12 сентября  | 6:36.49    | III   |                        |
| 2015 | Чемпионат Европы | Винсхотен      | 100 км    | 12 сентября  | 6:36.49    | III   |                        |
| 2016 | Чемпионат мира   | Лос-Алькасарес | 100 км    | 27 ноября    | 6:41.17    | 7     |                        |
| 2018 | Чемпионат мира   | Доха           | 100 км    | 8 сентября   | 6:42.35    | 7     |                        |

| Год  | Соревнование        | Город              | Дистанция   | Дата            | Результат | Место |
| ---- | ------------------- | ------------------ | ----------- | --------------- | --------- | ----- |
| 2006 | Чемпионат           | Флоренция — Фаэнца | 100 км      | 27—28 мая       | 6:45.24   | I     |
| 2007 | Чемпионат (клубный) | Модена             | кросс 10 км | 11 февраля      | 29.47     | 38    |
| 2008 | Чемпионат           | Флоренция — Фаэнца | 100 км      | 31 мая — 1 июня | 6:37.45   | I     |
| 2008 | Чемпионат (клубный) | Монца              | кросс 10 км | 17 февраля      | 33.15     | 20    |
| 2009 | Чемпионат           | Флоренция — Фаэнца | 100 км      | 30—31 мая       | 6:56.36   | I     |
| 2010 | Чемпионат (клубный) | Вольпьяно          | кросс 10 км | 21 февраля      | 33.17     | 54    |
| 2011 | Чемпионат           | Флоренция — Фаэнца | 100 км      | 28—29 мая       | 6:25.46   | I     |
| 2012 | Чемпионат           | Флоренция — Фаэнца | 100 км      | 26—27 мая       | 6:44.49   | I     |
| 2013 | Чемпионат           | Флоренция — Фаэнца | 100 км      | 25—26 мая       | 6:39.59   | I     |
| 2015 | Чемпионат           |                    | полумарафон |                 | 1:10.07   | 45    |
| 2021 | Чемпионат           | Флоренция — Фаэнца | 100 км      | 22 мая          | 8:41.47   | 19    |